# 屯田駅 (咸鏡南道)
屯田駅（トゥンジョンえき）は朝鮮民主主義人民共和国咸鏡南道水洞郡に位置する朝鮮民主主義人民共和国鉄道省平羅線および高原炭鉱線の駅である。

## 歴史
- 日時不明：開業。